# الیرهایلایگن ایم مورزتال
الیرهایلایگن ایم مورزتال (به آلمانی: Allerheiligen im Mürztal) یک سکونتگاه مسکونی در اتریش است که در منطقه بروک مورتسوچلاگ واقع شده‌است.

## خصوصیات
الیرهایلایگن ایم مورزتال ۴۷٫۱۷ کیلومترمربع مساحت دارد ۵۵۱ متر بالاتر از سطح دریا واقع شده‌است.